# Čedomir Nikitović
Cedomir Nikitovic (ur. 6 czerwca 1983 r. w Nowym Sadzie) – serbski wioślarz.

## Osiągnięcia
- Mistrzostwa Świata U-23 – Amsterdam 2005 – czwórka bez sternika – 1. miejsce[1].
- Mistrzostwa Świata – Gifu 2005 – dwójka podwójna – 16. miejsce[1].
- Mistrzostwa Europy – Poznań 2007 – czwórka bez sternika – 5. miejsce[1].
- Mistrzostwa Świata – Linz 2008 – dwójka ze sternikiem – 8. miejsce[1].
- Mistrzostwa Europy – Ateny 2008 – czwórka bez sternika – 9. miejsce[1].